# 水月昭道
水月 昭道（みづき しょうどう、1967年 - ）は、日本の環境心理学者・浄土真宗の僧侶、筑紫女学園理事・評議員。
立命館大学客員教授。
福岡県生まれ。

## 略歴
福岡県生まれ。筑紫女学園の創設者・水月哲英の孫。福岡大学附属大濠高等学校卒業後、龍谷大学に進学するが中退。その後、バイク便ライダーとして働く。
1997年長崎総合科学大学工学部建築学科卒業。その後、九州大学研究生を経て、2004年九州大学大学院人間環境学府都市共生デザイン専攻博士課程修了、「子どもの「遊びの場」の構造に関する研究 通学路における道草遊びと道環境とのかかわりから」で、九州大学博士（人間環境学）。
2006年浄土真宗本願寺派で得度。
2007年『高学歴ワーキングプア』で、博士号をとりながら就職できない者の激増を指摘し文教政策を批判した。
立命館大学衣笠総合研究機構研究員・稲盛経営哲学研究センター研究員。同志社大学非常勤講師。
2012年、学校法人筑紫女学園で事務員として勤務。2013年同評議員。

## 研究
専門は、環境心理学・環境行動論。子供の発達を支える地域、社会環境のデザインをテーマとする。

### 『高学歴ワーキングプア』をめぐる事象
『高学歴ワーキングプア』刊行以来、無職博士問題の解決を訴え続けているため、自らのブログの掲示板で「あなたの名前から察するに出身は寺ですよね？　とすれば、いざとなれば自分は寺に逃げ込むつもりなんだ？　なんだ結局、（弱者の味方を気取っているが）ようは金持ちのお遊びか」「削除しても無駄。あちこちに書き込むから」などと誹謗中傷される嫌がらせを受け、ブログ掲示板を一時閉鎖に追い込まれたことがある。「ウィキペディアも改竄（かいざん）され、その強い悪意に驚いた」「前著『高学歴ワーキングプア』を刊行してから、正直、嫌な目には頻繁にあってきたが、なんとか無職博士問題の解決を訴え続けてきた。だが今回は、さすがに「もうやめようか」とかなり気が滅入った。なぜなら「ポスドク」と偽っていたカキコの主が、実は、とある大学の専任教員だったと知ったからだ。本来、社会に潜む不正義やいわれなき差別を問題視すべき役割を期待される人（大学の先生）が、匿名で人を中傷して喜んでいる姿にはホトホト嫌気がさした。しかも、（天命を知るべき）五十代という立派なご年齢なのに」と自身の経験を語っている。
『お寺さん崩壊』でも「住職=金持ち」という先入観を持たれがちであり、住職がアルバイトなどを副業とする兼業住職として低収入に喘いでいたり、他の寺院に派遣社員のように出稼ぎに行って自分の寺院を必死で維持したりしていることを信じてもらえないと嘆いている。

## 著書
- 『子どもの道くさ』 （東信堂（居住福祉ブックレット）2006年）
- 『高学歴ワーキングプア 「フリーター生産工場」としての大学院』（光文社新書、2007年）
- 『アカデミア・サバイバル‐「高学歴ワーキングプア」から抜け出す』（中公新書ラクレ、2009年）
- 『ホームレス博士 派遣村・ブラック企業化する大学院』（光文社新書、2010年）
- 『他力本願のすすめ』（朝日新書、2012年）
- 『お寺さん崩壊』（新潮新書、2016年）
- 『「高学歴ワーキングプア」からの脱出』(光文社新書 2020年）

### 監修
- 『高学歴女子の貧困 女子は学歴で「幸せ」になれるか?』大理奈穂子,栗田隆子,大野左紀子 光文社新書、2014年

## 論文
- CiNii>水月昭道